# Lo sceriffo di ferro
Lo sceriffo di ferro (The Iron Sheriff) è un film del 1957 diretto da Sidney Salkow.
È un western statunitense con Sterling Hayden, Constance Ford, John Dehner, Kent Taylor e Darryl Hickman.

## Produzione
Il film, diretto da Sidney Salkow su una sceneggiatura di Seeleg Lester, fu prodotto da Jerome C. Robinson per la Grand Productions e girato a Corriganville (Simi Valley), nell'Iverson Ranch a Chatsworth e nei KTTV Studios a Los Angeles, in California, dall'ottobre 1956. Il titolo di lavorazione fu The Trial of Benjie Galt.

## Distribuzione
Il film fu distribuito con il titolo The Iron Sheriff negli Stati Uniti nell'aprile del 1957 al cinema dalla United Artists.
Altre distribuzioni:
- in Finlandia il 2 agosto 1957 (Sheriffin poika)
- in Svezia il 4 novembre 1957 (Sheriffens son)
- in Brasile (O Xerife de Ferro)
- in Grecia (I teleftaia aghoni)
- in Grecia (O siderenios serifis)
- in Italia (Lo sceriffo di ferro)

## Promozione
Le tagline sono:
- From His Leather-Tough Skin To His Cold-Steel Guts He Was All Cast Iron -...and then he began to crack!
- She could clear his name...but only if she'd dirty her own!